# Il signore delle mosche (film 1990)
Il signore delle mosche (Lord of the Flies) è un film del 1990 diretto da Harry Hook.
È il remake di un film del 1963, sempre ispirato all'omonimo romanzo di William Golding.

## Trama
Un aereo che trasporta 24 giovani cadetti delle scuole militari americane, di ritorno verso casa, precipita in mare vicino a una remota isola nell'Oceano Pacifico. Il pilota dell'aereo, il capitano Benson, è l'unico adulto sopravvissuto, ma è delirante e gravemente ferito. 
Tutti i sopravvissuti sbarcano sull'isola grazie a un canotto gonfiabile. Sulla spiaggia, un cadetto occhialuto e sovrappeso soprannominato "Piggy", trova una grossa conchiglia che viene poi adottata dai cadetti per segnalare il diritto di parlare ed essere ascoltato dal gruppo. Il cadetto anziano e uno dei ragazzi più grandi, il colonnello cadetto Ralph, organizzano un incontro per discutere di come sopravvivere alla loro situazione. 
Ralph e un altro dei ragazzi più grandi, Jack, emergono dominanti e si tiene un'elezione improvvisata per determinare un leader ufficiale per il gruppo. 
Ralph viene dichiarato vincitore. Accendono un fuoco usando gli occhiali di Piggy per cercare di avvisare qualsiasi nave di passaggio.
Una notte, mentre dormono, il capitano Benson si allontana dai ragazzi e si addentra nella giungla, dirigendosi infine verso una grotta nell'entroterra. 
Jack porta tutti i suoi cacciatori a cacciare nella giungla, senza lasciare nessuno a guardare il fuoco. Il fuoco si spegne, impedendo a un elicottero di passaggio di notarli. Ralph incolpa Jack per non essere riuscito tenerlo acceso, Durante il combattimento che segue, Jack, stanco di ascoltare Ralph e Piggy,  lascia e forma il suo campo, portando con sé molti dei ragazzi. 
Mentre sempre più ragazzi disertano dalla parte di Jack, uno dei ragazzi più giovani, Larry, trova il capitano Benson nella grotta, lo scambia per un mostro e lo uccide, e poi dice a Jack e agli altri ragazzi del gruppo di aver visto un mostro nella caverna. 
Jack e il suo secondo in comando Roger vanno poi all'ingresso della grotta e dichiarano che nella grotta ci sia un mostro.
Quella notte, Jack e la sua tribù organizzano una cerimonia tribale simulando l'uccisione del "mostro". 
Jack propone a Ralph e Piggy di unirsi alla sua squadra ma loro non accettano,e guardano stizziti Jack e gli altri ragazzi diventare sempre più animaleschi.
Nel frattempo, Simon, uno dei cadetti alleato di Ralph,rimasto in disparte, scopre che il mostro è in realtà il cadavere del capitano Benson; corre dagli altri ragazzi per informarli ma Jack e i suoi seguaci lo scambiano per il mostro e lo trafiggono a morte con le loro lance, uccidendolo.
La mattina seguente, Ralph incolpa se stesso e Piggy per non aver impedito ai cacciatori di uccidere Simon. Successivamente, Jack dice alla sua banda che il "mostro" può presentarsi in qualsiasi forma diversa.
Dopo che gli occhiali di Piggy sono stati rubati dai selvaggi di Jack quella notte in modo che potessero accendere il fuoco, Piggy e Ralph si recano all'accampamento di Jack a Castle Rock, cercando di convocare un incontro usando la conchiglia. Piggy insiste affinché tutti siano ragionevoli e lavorino insieme, ma i selvaggi di Jack si rifiutano di ascoltare. Mentre Piggy parla, Roger spinge un masso da una scogliera che colpisce fatalmente la testa di Piggy. 
Ralph giura vendetta su Jack, ma Jack lo considera una minaccia, Con i suoi cacciatori, Jack scaccia Ralph lanciandogli dei sassi. 
Più tardi quella notte, Ralph torna segretamente a Castle Rock per visitare Sam ed Eric, che lo avvertono che i cacciatori inseguiranno Ralph su ordine di Jack.
La mattina seguente, Jack e i suoi cacciatori iniziano a dare fuoco alla giungla per costringere Ralph a uscire dal nascondiglio e ucciderlo. 
Schivando a malapena il fuoco che si allarga e i cacciatori di Jack, Ralph corre disperatamente verso il mare. 
Cade sulla spiaggia, dove incontra un pilota ufficiale del Corpo dei Marines degli Stati Uniti che è appena atterrato con altri Marines dopo aver visto l'incendio che ha avvolto gran parte dell'isola. Mentre i cacciatori guardano in silenzio attonito, riflettono sul loro comportamento selvaggio mentre Ralph scoppia in lacrime.